# Assassin's Creed
Assassin's Creed је награђивана историјско акциона авантура коју је развила фирма Ubisoft Montreal.
Assassin’s Creed је игра смештена у средњи век, у доба Трећег крсташког рата, Ричарда Лављег Срца и многобројних историјских личности. Идеја твораца је била да играче ставе у улогу хладнокрвног убице, који утерује страх у кости својих противника.
Игру играч започиње као Дезмонд Мајлс (Desmond Miles), на први поглед сасвим обичан шанкер. Оно што код њега није тако обично је то што потиче из породице убица. Он је у могућности да коришћењем машине под именом „Анимус” прегледа сећања својих предака убица, па чак и да их контролише. У овом случају то је „Алтаир” (Altaïr ibn-La'Ahad), члан тајног реда убица.

## Заплет
На почетку игре Дезмонда отима корпорација позната по имену Abstergo, која је развила машину за читање сећања скривених у самим ћелијама сваке особе. Наиме, у људским ћелијама се складиште сећања свих предака. Дезмонд, хтео он то или не, постаје лабораторијско заморче, које, проживљавајући сећања свог славног претка Алтаира, мора да помогне корпорацији Abstergo да се домогне нечег мистериозног. Дакле главни део игре се развија на оба нивоа, једном унутар самих сећања, и другом, који се одвија у садашњости.

## Локације
Игра се највећим делом догађа у једном од три историјска града из времена Крсташких ратова – Јерусалиму, Дамаску и Акри. Сваки од ових градова подељен је на три целине, што укупно чини девет целина, и подудара се са бројем жртава које се налазе на Алтаировој листи за елиминацију.

## Особине игре
Оно што истиче Assassin’s Creed у највећој мери је веома изражена флуидност саме игре. Процедура се састоји од низа мањих задатака које морате обавити како би вам у бироу дали дозволу да извршите убиство. За разлику од верзије за конзоле, PC играчи имају већи избор мањих задатака, пошто су додате још четири врсте задатака. Оно што је свакако најважнији део је да се попнете до одређених високих зграда како би осмотрили околину.
Веома битна особина игре јесте слобода кретања главног јунака. Буквално цео град је на располагању играчу и може се попети на сваку грађевину.